# Hélène Gordon-Lazareff
Hélène Gordon-Lazareff, död 1988, var en fransk journalist.
Hon grundade tidskriften Elle 1945. 